# Пюллёк, Адальберт
Адальберт Пюллёк (нем. и рум. Adalbert Püllöck; 6 января 1907, Австро-Венгрия — 7 декабря 1977, Румыния) — румынский футболист немецкого происхождения, игравший на позиции вратаря.

## Карьера

### Клубная
Всю свою карьеру провёл в команде «Кришана» из Оради.

### В сборной
Сыграл четыре матча за сборную Румынии (из них два в отборочном турнире к чемпионату мира 1934 года), участвовал в чемпионате мира 1934 года.